# تأمین و تصفیه آب در اسرائیل
تأمین و تصفیه در اسرائیل با توسعه تاریخی اسرائیل درهم تنیده‌است. از آنجا که باران فقط در زمستان و عمدتاً در بخش شمالی کشور می‌بارد، آبیاری و مهندسی آب برای بقا و رشد اقتصادی کشور حیاتی تلقی می‌شود. پروژه‌های در مقیاس بزرگ برای شیرین سازی آب دریا، هدایت آب از رودخانه‌ها و مخازن در شمال، استفاده بهینه از آب‌های زیرزمینی، و بازیابی سرریز سیلاب و فاضلاب مورد اقدام واقع شده‌است. از جمله آنها حامل آب ملی است که آب را از بزرگ‌ترین دریاچه آب شیرین کشور، دریای طبریه، از طریق کانال‌ها، لوله‌ها و تونل‌ها به بخش شمالی صحرای نگب می‌رساند. تقاضای آب اسرائیل امروز از منابع آبی موجود بیشتر است؛ بنابراین، در یک سال متوسط، اسرائیل تقریباً برای نیمی از منابع آب خود به منابع آب غیرمتعارف، از جمله آب بازیافتی و نمک‌زدایی متکی است. خشکسالی طولانی مدت در سالهای ۱۹۹۸–۲۰۰۲ دولت را واداشت تا نمک زدایی آب دریا را در مقیاس بزرگ ترویج کند. در سال ۲۰۲۲، ۸۵ درصد از آب آشامیدنی کشور از راه نمک زدایی آب شور و آب لب شور تولید شده‌است.

### منابع آب متعارف

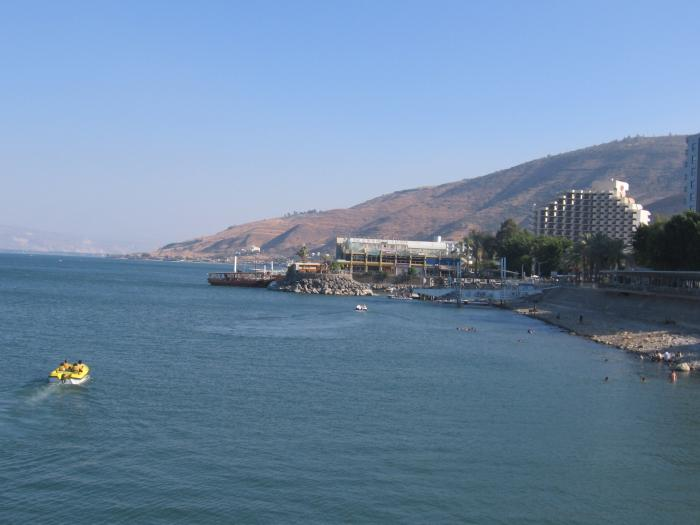
دریای طبریه

### تغذیه مصنوعی آب‌های زیرزمینی

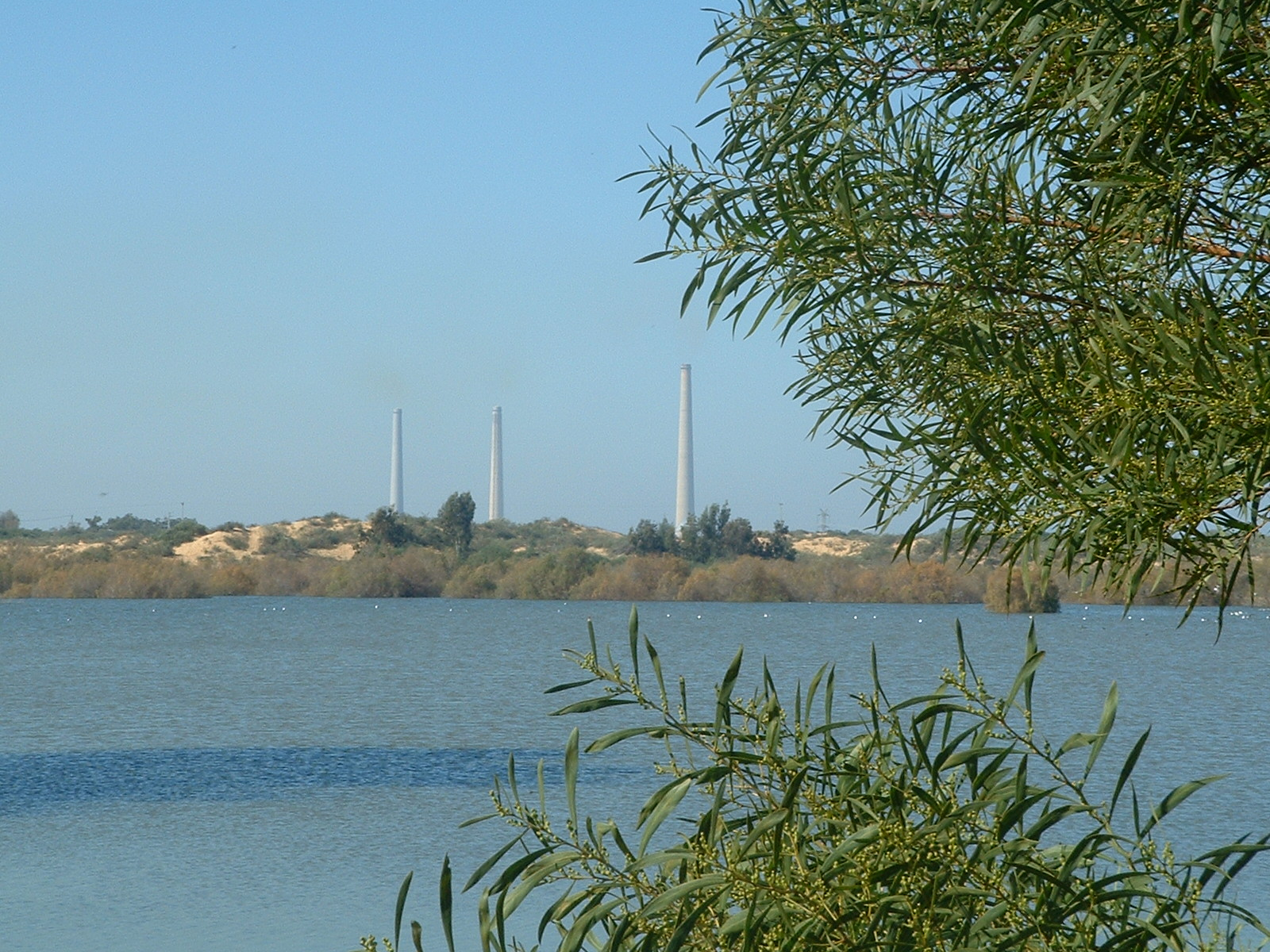
مخزن پروژه تغذیه آب زیرزمینی مناشه